# Petit hôtel

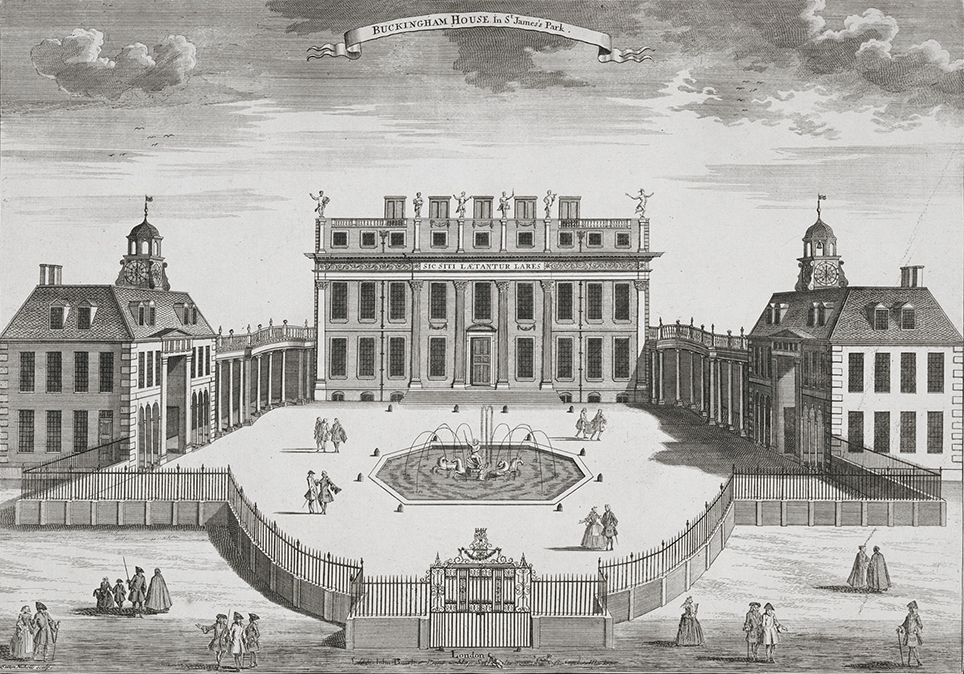
El Palacio de Buckingham (Londres) en 1710, cuando era un petit hôtel propiedad del duque homónimo.

Como petit hôtel se conocía, especialmente durante los siglos XVIII y XIX, un tipo de residencias urbanas no permanentes de la alta burguesía o la aristocracia. Los propietarios las utilizaban durante el período en que sus obligaciones laborales o sociales, en especial la temporada de visitas, requerían su presencia en la ciudad. Durante el resto del año, residían en sus dominios rurales, haciendas, manors, country houses, estancias, etc.
El término hôtel no está directamente relacionado con la acepción que la palabra hotel tiene actualmente en español, sino a su sentido original de alojamiento en general. Los grands hôtels eran las instalaciones oficiales, o de la alta nobleza; un petit hôtel u hôtel particulier estaba destinado para el alojamiento de una familia y la servidumbre. Sin embargo, nada tienen de pequeños para los criterios actuales.
La mayoría de los petit hôtels dejaron de estar en manos privadas desde comienzos del siglo XX, siendo adquiridos por capital público para su uso como palacios reales, museos, embajadas o similares. 